# Виявляч хребтів за головною кривиною
Виявля́ч хребті́в за головно́ю кривино́ю (англ. principal curvature-based region detector, PCBR) — виявляч ознак, який використовують у галузях комп'ютерного бачення та аналізу зображень. Зокрема, виявляч PCBR призначено для застосування у розпізнаванні об'єктів.
Виявлячі локальних областей зазвичай можливо класифікувати на дві категорії: на основі яскравості та на основі структури.
- Виявлячі на основі яскравості залежать від аналізу локальної диференціальної геометрії або шаблонів яскравості, щоби знаходити точки або області, які задовольняють певним критеріям унікальності та стабільності. До таких виявлячів належать SIFT, гессіанний афінний, гаррісів афінний, МСЕО тощо.
- Виявлячі на основі структури залежать від структурних ознак зображення, таких як лінії, контури, криві тощо, щоби визначити особливі точки або області. До них належать області на основі контурів (англ. edge-based regions, EBR) та масштабоінваріантні фігурні ознаки (англ. scale-invariant shape features, SISF).

З точки зору інваріантності виявляння, виявлячі ознак можливо розділити на виявлячі з фіксованим масштабом, такі як звичайний Гаррісів виявляч кутів, масштабоінваріантні виявлячі, такі як SIFT, та афінноінваріантні виявлячі, такі як гессіанний афінний.
Виявляч PCBR афінноінваріантний на основі структури.

## Навіщо новий виявляч?
У багатьох завданнях розпізнавання об'єктів зміни в позі, освітленні, кольорі та текстурі всередині класу можуть спричинювати значні відхилення локальної яскравості. Як наслідок, локальна яскравість вже не забезпечує стабільного сигналу виявляння. Тож оператори особливостей на основі яскравості (як-то SIFT, гаррісів афінний) та системи розпізнавання об'єктів на основі них часто нездатні визначити розрізнювальні ознаки. Альтернативою локальним сигналам яскравості є вловлювання напівлокальних структурних сигналів, таких як контури та криволінійні фігури. Ці структурні сигнали, як правило, стійкіші до відхилень яскравості, кольору та пози. Тож вони забезпечують основу для стабільнішого оператора особливостей, який, своєю чергою, покращує точність розпізнавання об'єктів. Виявляч PCBR розробили для використання цих надійніших структурних сигналів зображення.

## Опис алгоритму

### Крок 1: Виявляння криволінійної структури
Як виявляч на основі структури, PCBR не використовує контури, натомість він використовує криволінійні структури, звані також хребтами. Виявляння криволінійних структур породжує єдиний відгук як для прямих, так і для контурів, створюючи чіткіший структурний нарис зображення, ніж зазвичай забезпечує зображення величини градієнта. Для отримування криволінійних зображень було пристосовано алгоритм Штеґера. Оскільки використовують лише перший крок цього алгоритму, що полягає в обчисленні зображень головної кривини, головну кривину взяли за назву цього виявляча. Щоб отримати головну кривину, обчислюють матрицю Гессе:
{\displaystyle H(\mathbf {x} )={\begin{bmatrix}L_{xx}(\mathbf {x} )&L_{xy}(\mathbf {x} )\\L_{xy}(\mathbf {x} )&L_{yy}(\mathbf {x} )\\\end{bmatrix}}}
де {\displaystyle L_{aa}(\mathbf {x} )} — друга частинна похідна зображення, обчислена в точці x у напрямку {\displaystyle a}, а {\displaystyle L_{ab}(\mathbf {x} )} — мішана друга частинна похідна зображення, обчислена в точці x у напрямках {\displaystyle a} та {\displaystyle b}. Максимальне та мінімальне власні значення цієї матриці утворюють два зображення, що відповідають білим лініям на чорному тлі та чорним лініям на білому тлі.

### Крок 2: Пошук характеристик та стійкості в просторі масштабів
Щоби зробити цей виявляч масштабоінваріантним та підвищити стійкість виявляння, моделюють процес виявляча SIFT Девіда Лоу, щоби виявляти структуру головної кривини в просторі масштабів. Для визначання областей використовують зображення локальних максимумів значень головної кривини.

### Крок 3: Визначання областей за допомогою вдосконалених алгоритмів вододілу
Зображення головної кривини очищують за допомогою морфологічного замикання та гістерезисного порогування потоку власного вектора. Потім до зображень застосовують традиційний алгоритм вододілу, щоб отримати області.

### Крок 4: Обирання стабільних областей
Подібно до процесу обирання стабільних областей порогуванням у МСЕО, стабільні області обирають між локальними змінами масштабу. Щоби досягти цього, обчислюють похибку перекриття для кожної трійки послідовних масштабів. Якщо похибка перекриття області перевищує 90 %, зберігають лише одну область. Якщо похибка перевищує 70 % і менша за 90 %, то зберігають усі області. Якщо перекриття менше за 70 %, ці області відкидають. Ці числа визначають аналізом чутливості описувача SIFT.

## Чим вирізняєтьсяPCBR?
- Це виявляч на основі структури.
- Його розроблено так, щоби впоруватися з мінливістю всередині класу.
- Його застосовують, коли локальна інтенсивність не стабільна.
- Він виявляє напівлокально характерну область.

## Програмні пакети
Двійковий код втілення PCBR можливо завантажити з вебсторінки Тома Дітеріха.